# Li Zhisui
Dr. Li Zhisui (Peking, 1919 - Carol Stream, Illinois, 13 februari 1995) was lijfarts van Mao Zedong.
Nadat hij naar de Verenigde Staten was uitgeweken, schreef hij een biografie over Mao Zedong met als titel Het privé-leven van Mao. Onthuld door zijn lijfarts Li Zhisui. Dit boek veroorzaakte heel wat commotie en was zelfs verboden in China. Het bood niet alleen inzicht in het privé-leven van Mao maar biedt ook inzicht in de psychologische achtergrond van zijn beleid alsmede de intriges en machinaties binnen de Chinese Communistische Partij en de vreselijke gevolgen ervan. Volgens Li zou Mao zich onder andere niets hebben aangetrokken van de problemen en hongersnood in China en was hij primair gefocust op machtsbehoud en erkenning van zijn onfeilbaarheid. Bovendien zou hij zeer onhygiënisch leven. Zo zouden Mao's tanden bedekt zijn met een groenige film, en droop er etter naar buiten wanneer Li Mao's tandvlees aanraakte. Verder zou hij zich nooit wassen. Toen Li hem aanraadde toch een bad te nemen, verklaarde Mao "zich te wassen in de lichamen van vrouwen". Toen deze 'wasbeurten' hem uiteindelijk een geslachtsziekte opleverden weigerde Mao behandeling, want "hij had er immers zelf geen last van".
Enkele weken nadat hij had aangekondigd nog andere memoires te publiceren, werd Li dood aangetroffen in de badkamer van zijn zoon. Hij leefde bij zijn zoon in Chicago nadat hij naar Amerika was uitgeweken.
Twee leden van de staf van Mao die nog steeds in China verblijven, schreven een boek in het Chinees om de beweringen van Li te weerleggen.

## Loopbaan
Li kwam uit een familie die generaties lang eminente artsen heeft voortgebracht (zijn overgrootvader was lijfarts van de Chinese keizer). Hij studeerde in 1945 af in de medicijnen aan de West China Union University Medical School (een door Canadese missionarissen gestichte Universiteit) te Chengdu (provincie Sichuan).
Li kreeg in 1945 een baan aan het Centraal Ziekenhuis van Nanjing en werkte daarna in Australië als scheepsarts.
Li trouwde in november 1946 met Lillian Wu (Wu Shenxian) die sociologie studeerde in Chengdu.
Li keerde in 1949 terug naar Peking op verzoek van zijn broer en van Fu Lianzhang alias Nelson Fu (onderdirecteur van het departement van Volksgezondheid onder de Commissie van Militaire Aangelegenheden) die hem schreven dat het nieuwe China een tekort had aan gekwalificeerde artsen.
In 1950 werd Li aangesteld als directeur van de gezondheidsdienst van Zhongnanhai (de gesloten verblijfslocatie in Peking van de hoogste partij- en regeringsleiders) en werd daarmee verantwoordelijk voor de medische behoeften van de top van de Chinese Communistische Partij en hun familie en naaste medewerkers.
In 1954 werd Li als lijfarts van Mao Zedong aangesteld; die functie heeft hij tot Mao's dood in 1976 vervuld.
Tijdens zijn werk als lijfarts van Mao en zijn familie was Li ook plaatsvervangend Secretaris-Generaal van de Commissie voor Medische Wetenschap van het Ministerie van Volksgezondheid. Tevens werd Li aangesteld als directeur van Ziekenhuis 305, het meest geavanceerde ziekenhuis in Peking bestemd voor het hoogste partij- en bestuurskader.
Eind 1977 werd Li in het kader van een nieuwe opvoedingscampagne, gericht tegen al het leidinggevend kader, naar Jianxi gestuurd voor heropvoeding door zware lichamelijke arbeid. Hij verbleef daar één jaar en mocht toen naar Peking terugkeren en hervatte zijn functie als directeur van Ziekenhuis 305 totdat hij eind 1979 Deng Xiaoping verzocht om ontslag uit zijn functie omdat serieus werken hem onmogelijk gemaakt werd door voortgaande factiestrijd in de partijtop (waarin voortgaande vragen over Mao's dood een rol bleven spelen).
In 1980 werd hij gekozen tot plaatsvervangend Vicevoorzitter van de Chinese vereniging ter Bevordering van de Geneeskunst en van de Specialistenvereniging van Gerontologen. Hij was hoofdredacteur van het Nationaal Medisch Tijdschrift van China en van de Chinese editie van het Journal of the American Association en heeft een groot aantal publicaties op zijn naam staan. Deng Xiaopings open-deurbeleid gaf Li verschillende kansen om buitenlandse reizen te maken en vanwege de kanker van zijn vrouw ging de familie naar de Verenigde Staten, waar meer geavanceerde zorg geboden werd. Zij overleed op 12 januari 1989. In haar laatste dagen drukte ze Li op het hart het boek over Mao te schrijven als een document voor de toekomstige generaties.

## Werk
- Het privé-leven van Mao : onthuld door zĳn lĳfarts Li Zhisui / gered. door Anne F. Thurston ; [vert. uit het Engels naar de oorspr. Chinese uitg. door Jan Braks ... et al.]. - Amsterdam : Balans, 1995. - XX, 683 p., [16] p. foto's. : ill., krt. ; 23 cm. Vert. van : The private life of Chairman Mao : the memoirs of Mao's personal physician. - New York : Random House, 1994. ISBN 90-5018-279-8. Ook versch. als Rainbow pocketboeken ; 345. - Amsterdam : Muntinga, 1997. - 982 p. ISBN 90-417-0088-9. Herinneringen van de auteur, die in de periode 1954-1976 de lĳfarts van de Chinese leider (1893-1976) was. Li Zhisui wilde dat dit boek een blijvende herinnering zou worden aan de verschrikkelijke gevolgen van Mao's dictatuur, en dat het laat zien hoe goede en getalenteerde mensen onder zijn regime werden gedwongen hun geweten geweld aan te doen en hun idealen op te offeren om te overleven.

- Bibliothèque nationale de France: cb12470343p (data)
- CiNii: DA08705994
- Gemeinsame Normdatei: 119189836
- International Standard Name Identifier: 0000 0000 8386 1164
- Library of Congress Control Number: nr94022942
- Nationale Bibliotheek van Letland: 000223397
- Bibliotheek van het Japanse parlement: 00367682
- Nationale Bibliotheek van Tsjechië: jn19981001746
- Nationale Bibliotheek van Israël: 987007287676005171
- Nederlandse Thesaurus van Auteursnamen: 126436193
- Système universitaire de documentation: 104622946
- Virtual International Authority File: 59183851
- WorldCat: E39PBJqQtX6Xjv7vc37D4bRFrq